# Знаменский сельский округ (Московская область)
Знаменский сельский округ — упразднённая административно-территориальная единица, существовавшая на территории Каширского района Московской области в 1994—2006 годах.
Знаменский сельсовет был образован в первые годы советской власти. По данным 1923 года он входил в состав Ямско-Слободской волости Каширского уезда Московской губернии.
В 1924 году к Знаменскому с/с были присоединены Андреевский и Новосёлковский с/с.
5 декабря 1925 года из Знаменского с/с был выделен Андреевский с/с, но в 1926 году он был присоединён к нему обратно. В 1927 году Андреевский с/с был вновь выделен из Знаменского с/с, в 1928 вновь присоединён, в 1929 опять выделен.
В 1926 году Знаменский с/с включал село Знаменское, деревни Андреевское, Новосёлки.
В 1929 году Знаменский с/с был отнесён к Каширскому району Серпуховского округа Московской области. При этом к нему уже в четвёртый раз был присоединён Андреевский с/с.
17 июля 1939 года к Знаменскому с/с был присоединён Терновский с/с (селения Баскачи, Горки, Терново, Хитровка и Хворостянка).
14 июня 1954 года к Знаменскому с/с был присоединён Руновский сельсовет.
20 августа 1960 года из Ледовского с/с в Знаменский с/с были переданы селения Богатищево-Епишино, Воскресенское, Воскресенские выселки, Кореньково и Смирновка. Одновременно центр Знаменского с/с был перенесён в селение Новосёлки.
1 февраля 1963 года Каширский район был упразднён и Знаменский с/с вошёл в Ступинский сельский район. 11 января 1965 года Знаменский с/с был возвращён в восстановленный Каширский район.
3 февраля 1994 года Знаменский с/с был преобразован в Знаменский сельский округ.
19 мая 2001 года в Знаменском с/о посёлок биостанции был присоединён к деревне Большое Кропотово.
9 августа 2001 года в Знаменском с/о посёлок совхоза «Новосёлки» и деревня Новосёлки были объединены в посёлок Новосёлки.
В ходе муниципальной реформы 2004—2005 годов Знаменский сельский округ прекратил своё существование как муниципальная единица. При этом часть его населённых пунктов была передана в сельское поселение Знаменское, а часть — в городское поселение Кашира.
29 ноября 2006 года Знаменский сельский округ исключён из учётных данных административно-территориальных и территориальных единиц Московской области.